# 折笠慎也
折笠 慎也（おりかさ しんや、1987年6月8日 - ）は、日本の俳優。

## 略歴
青森県青森市生まれ。高校卒業後上京。石油会社販売部として社会人生活を経験。スカウトをきっかけに2011年よりモデル活動を開始。知人の出演舞台を見たのをきっかけに俳優に転向。
2015年から2018年10月までModel Agency Friday所属。その後はフリーランス。2023年6月よりDOMO所属。
2019年は全26作品中7作、2020年は26作品中15作に出演する「ピンク映画の新生」とも呼称された。ピンク映画出演は川瀬陽太の演技に衝撃を受け、川瀬が活躍していたピンク映画の世界に興味を抱いたため。2021年6月17日、ピンク映画ベストテン2020において桃熊助演男優賞を受賞。

## 出演

### 映画
- HiGH&LOW THE MOVIE （2016年7月16日、久保茂昭監督、松竹）
- 性鬼人間第一号　〜発情回路〜 （2016年11月25日、国沢実監督、オーピー映画）- 本郷達哉 役[5]
- 脱脱脱脱17（2017年9月2日、松本花奈監督）
- タクシー野郎 昇天御免（2017年、川田真理監督、ゆうばり国際ファンタスティック映画祭2017）- 主演　種野桃道 役
- サバイバルファミリー（2017年2月11日、矢口史靖監督）
- SEXアドベンチャー　ワンダー・エロス（2018年4月27日、国沢実監督、オーピー映画）- ゲルド１(ワン) 役[6]
- 性鬼人間第二号　～イキナサイ～（2018年7月20日、国沢実監督、オーピー映画）- 本郷達哉 役[7][8]
- 親父が愛した男たち（2018年8月8日、加藤義一監督、オーピー映画）- オレ 役（主演）[9]
- 新橋探偵物語（2018年8月27日、横山翔一監督、オーピー映画）- 男優 役
- かちんこ！ ―平成任俠外伝―（2018年12月26日、清水大敬監督、オーピー映画）[10]
- 心魔師（2018年10月27日、今野恭成監督）- 飯塚刑事 役
- スマホを落としただけなのに（2018年11月2日、中田秀夫監督、東宝）- 音響研究所研究員 役
- 師匠の女将さん　いじりいじられ（2018年12月21日、工藤雅典監督、オーピー映画）- 野間裕介 役
- プラネット・オブ・アメーバ（2018年12月22日、越坂康史監督、ゆうばり国際ファンタスティック映画祭2018 フォービデンゾーン部門入選）[11]
- カラオケ・アンサンブル（2019年2月、小泉洋介監督、大阪アジアン映画祭2019）
- ブレス（2019年3月16日、門馬直人、新波涼太共同監督、SHORT TRIAL PROJECT2018）- キャバクラの客 役
- 凌辱ホステス　ぶち込まれて（2019年3月22日、清水大敬監督、オーピー映画）- 吉岡健児 役
- 激イキ奥様　仕組まれた快楽（2019年4月12日、関根和美監督、オーピー映画）- 横内博士／はじめ／電気工事の男（三役）
- 好色男女　セックスの季節（2019年6月21日、佐々木浩久監督、オーピー映画）- 恭一 役
- 性感治療　股ぐらの処方箋（2019年7月5日、佐々木浩久監督、オーピー映画）- 一馬 役[12]
- 暁闇（2019年7月20日、阿部はりか監督、MOOSIC LAB 2018準グランプリ）[13][14]
- イソップの思うツボ（2019年8月16日、上田慎一郎、中泉裕矢、浅沼直也監督、アスミックエース）- 右近 役
- 平成風俗史（2019年8月27日、竹洞哲也監督、オーピー映画）- ボクサー 役
- ちゃのまつかのま（2019年8月28日、竹洞哲也監督、オーピー映画）- ボクサー 役
- 大人の同級生（2019年8月31日、竹洞哲也監督、オーピー映画）- 阿久津 礼二 役
- 未亡人下宿？エピソード3　裏口も開いてます（2019年9月6日、清水大敬監督、オーピー映画）- 山口健二 役
- 濡れ絵筆　家庭教師と息子の嫁（2019年9月27日、加藤義一監督、オーピー映画）- 前川高志 役
- バージン協奏曲　それゆけ純白パンツ！（2019年10月4日、小栗はるひ監督、オーピー映画）- 愛香の元カレ 役
- おせんち酒場　君も濡れる街角（2019年10月11日、関根和美監督、オーピー映画）- 杉山大輝 役
- カツベン！（2019年12月13日、周防正行監督、東映）[15]
- 強がりカポナータ（2019年12月25日、横山翔一監督、オーピー映画）- 一義 役
- 人妻の湿地帯　舌先に乱されて（2020年1月24日、工藤雅典監督、オーピー映画）- 葛城匡 役
- ひとり妻　熟れた旅路の果てに（2020年1月31日、竹洞哲也監督、オーピー映画）- 菅原洋介 役[16]
- ピンク・ゾーン3 ダッチワイフ慕情（2020年2月14日、オーピー映画） - カルロス 役
- あなたとの距離について（2020年3月14日、村上祐介監督、日本芸術センター第11回映像グランプリ）- 主演　裕樹 役
- つれこむ女 したがりぼっち（2020年7月17日、オーピー映画） - 不動産屋の男 役[17]
- 揉めよドラゴン 爆乳死亡遊戯（2020年10月、オーピー映画）- 当麻 役[18]
- 性鬼人間第三号 〜異次元の快楽〜（2020年12月4日、オーピー映画） - 本郷達哉 役[19]
- 生つば美人妻 妄想で寝取られて（2021年2月12日、オーピー映画）
- 騙し絵の牙（2021年3月26日、吉田大八監督、松竹）
- 淫靡な女たち イキたいとこでイク!（2021年4月9日、オーピー映画）
- ぞっこんヒールズ ぬるりと解決（2021年8月27日公開予定、オーピー映画）[20]
- すけべ繁忙期　モーレツたらし込み（2021年9月17日、オーピー映画）
- 夜の研修生 彼女の秘めごと（2021年10月8日、オーピー映画） - 遠藤 役
  - 海辺の街の約束（2021年11月13日、オーピー映画）※再編集版[21]
- 裸のタイガー エロス狩り（2022年2月11日、オーピー映画）
- 新橋探偵物語2 ダブルリボルバーラヴ（2022年12月3日、オーピー映画） - 針型隆起 役[22][23]
- 胸騒ぎがする! 〜ヒールズ・フォーエバー〜（2022年12月9日、オーピー映画） - トシヒロ 役
- I AM JAM ピザの惑星危機一髪！（2022年、辻凪子監督）
- シャイロックの子供たち（2023年2月17日、本木克英監督、松竹）

### テレビ
- ミス・パイロット 1話（2013年、フジテレビ）
- エイジハラスメント 2話（2015年、テレビ朝日）
- コードネームミラージュ 第3話（2017年、テレビ東京）

### ウェブテレビ
- 全裸監督（2019年8月8日、Netflix）
  - 全裸監督2（2021年6月24日 全話配信、Netflix） - 1話
- デリシャスボディガール・美咲 妖艶未亡人と愛欲たっぷりハンバーグ（2020年、小淵アキラ監督） - 谷口茂 役

### 舞台
- 東葛スポーツ「ウラGBB」 （2015年）
- おかしな二人（2017年）

### 広告
- UOMO（2018年）
- LOHACO（2018年）
- ビッグビジョン#bigvision （2018年-）
- ハイブリッドファン（2019年）
- MODERN BLUE（2019年）